# Сванбергит
Сванбергит — минерал SrAl3(PO4)(SO4)(OH)6, обычно либо бесцветен, либо окрашен в желтый, красновато-коричневый переходящий в розовый цвета.
Открыт в 1854 году в Вермланде и назван в честь шведского химика Ларса Сванберга (1805-1878).
Кристаллы сванбергита ромбоэдрической формы.